# Long Island (ö i Antigua och Barbuda)
Long Island är en ö i Antigua och Barbuda.   Den ligger i parishen Parish of Saint George, i den norra delen av landet, 10 kilometer öster om huvudstaden Saint John's. Arean är 1,4 kvadratkilometer.
Terrängen på Long Island är mycket platt. Öns högsta punkt är 15 meter över havet. Den sträcker sig 1,5 kilometer i nord-sydlig riktning, och 1,9 kilometer i öst-västlig riktning.